# 2001 (numero)
Duemilauno (2001) è il numero naturale dopo il 2000 e prima del 2002.

## Proprietà matematiche
- È un numero dispari.
- È un numero composto da 8 divisori: 1, 3, 23, 29, 69, 87, 667, 2001. Poiché la somma dei suoi divisori (escluso il numero stesso) è 879 < 2001, è un numero difettivo.
- È un numero nontotiente in quanto dispari e diverso da 1.
- È un numero sfenico.
- È un numero di Harshad nel sistema numerico decimale, cioè è divisibile per la somma delle sue cifre.
- È un numero fortunato.
- È un numero intero privo di quadrati.
- È un numero odioso.
- È parte delle terne pitagoriche (468, 2001, 2055), (1380, 1449, 2001), (1960, 2001, 2801), (2001, 2668, 3335), (2001, 3520, 4049), (2001, 7540, 7801), (2001, 9568, 9775), (2001, 22968, 23055), (2001, 28980, 29049), (2001, 69020, 69049), (2001, 87032, 87055), (2001, 222440, 222449), (2001, 667332, 667335), (2001, 2002000, 2002001).

## Astronomia
- 2001 Einstein è un asteroide della fascia principale del sistema solare.

## Astronautica
- Cosmos 2001 è un satellite artificiale russo.